# Piolenc
Piolenc (in occitano Puegoulen) è un comune francese di 4 953 abitanti situato nel dipartimento della Vaucluse della regione della Provenza-Alpi-Costa Azzurra.

## Società

### Evoluzione demografica
Abitanti censiti